# Empis insularis
Empis insularis är en tvåvingeart som beskrevs av Chvala 2003. Empis insularis ingår i släktet Empis och familjen dansflugor. Inga underarter finns listade i Catalogue of Life.